# Kondorer
Kondorer eller nya världens gamar (Cathartidae) är en familj gamar som återfinns i Amerika vars systematik är omdiskuterad. De har ofta ett mycket gott luktsinne. 

## Systematik
Då släktförhållandet för denna grupp, i förhållande till andra fåglar, inte är tillfredsställande utrett och de olika förslag som föreligger är mycket omdiskuterade så har gruppen genom tiderna och i olika publikationer givits olika taxonomisk status och placerats i olika taxonomiska grupper. Exempelvis visar studier att de morfologiska likheterna med gamla världens gamar beror på konvergent evolution.
Inom den klassiska systematiken placerades gruppen länge som en egen familj inom ordningen hökfåglar (Accipitriformes). Mot slutet av 1900-talet uppkom en diskussion kring denna systematiska placering och ett antal ornitologer argumenterade att de istället skulle vara mer närbesläktade med storkar baserat på karyotyp, morfologi, och beteende Detta ledde till att vissa auktoriteter placerade gruppen i ordningen Ciconiiformes tillsammans med storkar och hägrar. Sibley och Monroe (1990) övervägde till och med att kategorisera dem som en underfamilj av storkarna (Ciconiidae). 
Detta har senare kritiserats. Det visade sig att en tidig DNA-studie baserades på felaktiga data och resultatet drogs sedermera tillbaka. Detta ledde till att flera auktoriteter placerade kondorer i den egna ordningen Cathartiformes som alltså inte skulle vara närbesläktad med vare sig rovfåglar eller storkar. 
Dess taxonomiska placering kategoriseras ibland fortfarande som oviss (Incertae sedis). Vissa genetiska studier (Ericson et al., 2006 och Hackett, S. J. et al., 2008) indikerar att kondorer faktiskt tillhör samma utvecklingslinje som hökarna (Accipitridae), tillsammans med bland annat ugglor, musfåglar, trogoner, hackspettar, blåkråkor med flera. Varför vissa auktoriteter placerar kondorerna i ordningen hökfåglar (Accipitriformes).
Studier har dock visat att kondorerna utgör en basal utvecklingsgren och systergrupp till resten av arterna inom Accipitriformes varför andra placerar dem i den egna ordningen Cathartiformes, däribland AviList som bland annat BirdLife Sverige följer.

### Släkten och nu levande arter
- Släkte Cathartes
  - Kalkonkondor (Cathartes aura)
  - Skogskondor (Cathartes melambrotus)
  - Savannkondor (Cathartes burrovianus)
- Släkte Sarcoramphus
  - Kungskondor (Sarcoramphus papa)
- Släkte Coragyps
  - Korpkondor (Coragyps atratus)
- Släkte Gymnogyps
  - Kalifornienkondor (Gymnogyps californianus)
- Släkte Vultur
  - Andinsk kondor (Vultur gryphus)

## Bildgalleri

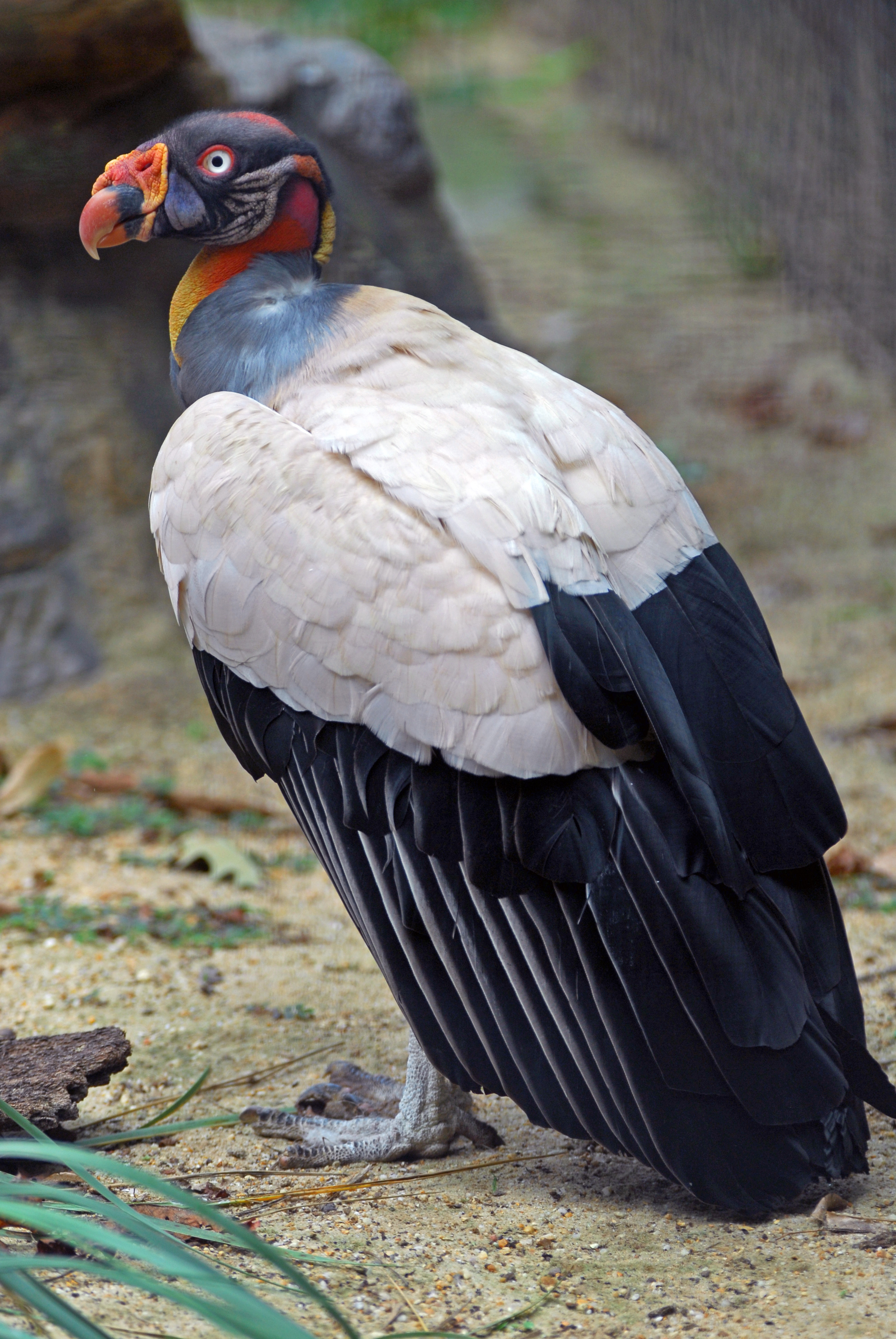
Kungskondor (Sarcoramphus papa)
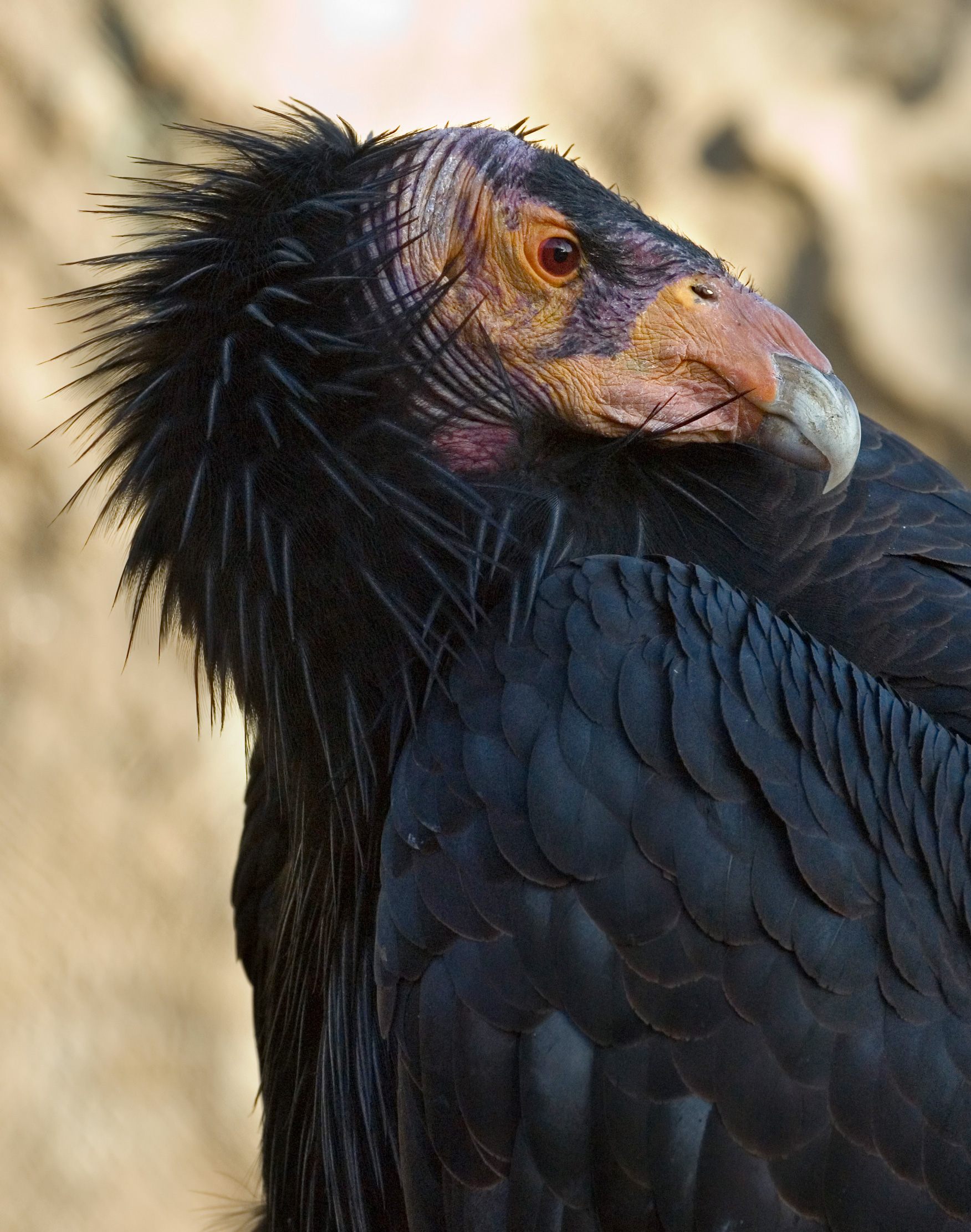
Kalifornienkondor (Gymnogyps californianus)
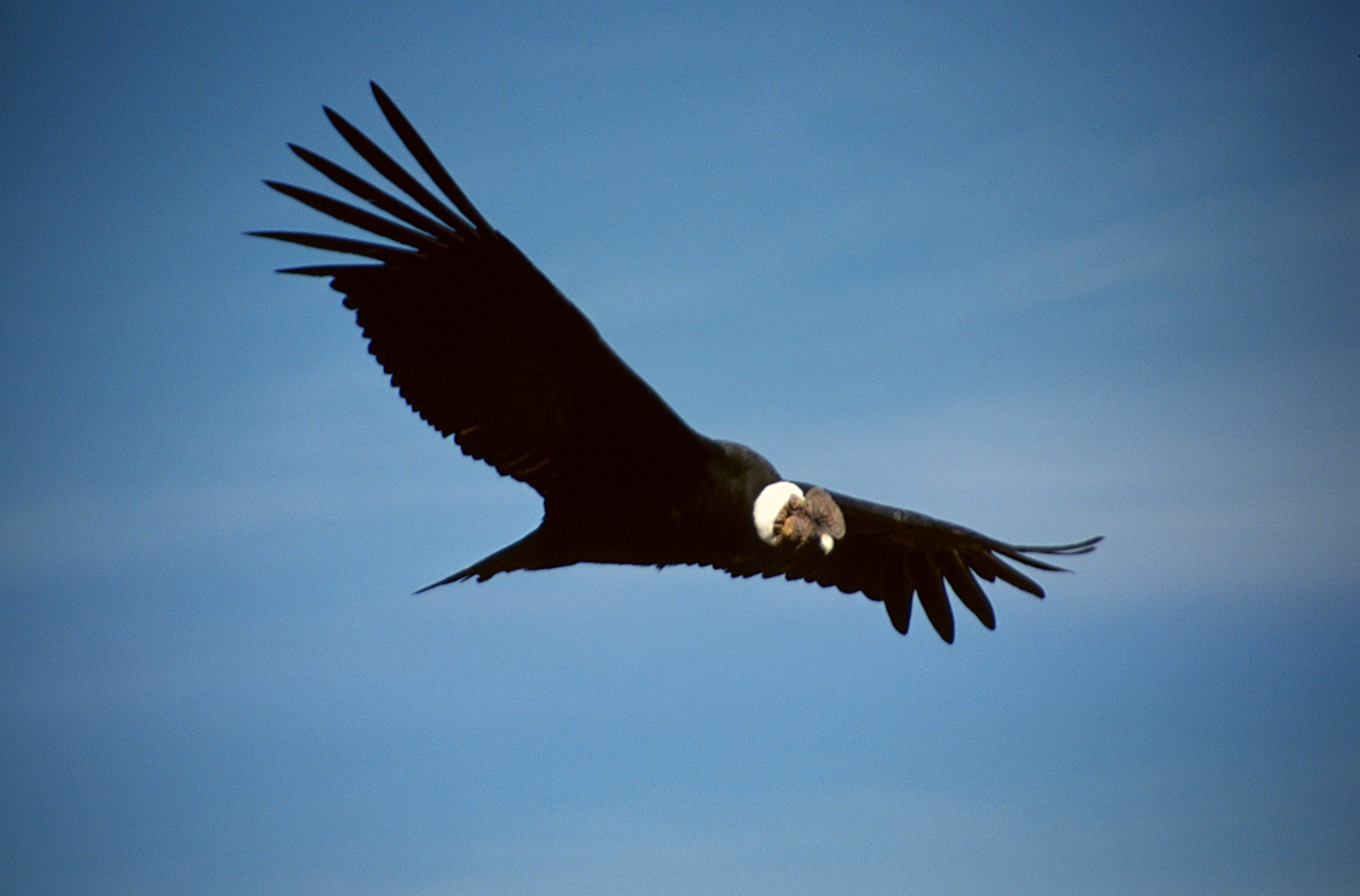
Andinsk kondor (Vultur gryphus)